# Myrmarachne diegoensis
Myrmarachne diegoensis là một loài nhện trong họ Salticidae.
Loài này thuộc chi Myrmarachne. Myrmarachne diegoensis được Fred R. Wanless miêu tả năm 1978.